# Kazushige Kirihata
Kazushige Kirihata (桐畑 和繁, Kirihata Kazushige) est un footballeur japonais né le 30 juin 1987. Il évolue au poste de gardien de but.

## Palmarès
- Champion du Japon en 2011 avec le Kashiwa Reysol
- Champion du Japon de D2 en 2010 avec le Kashiwa Reysol